# تپه کشاویر
تپه کشاویر مربوط به سدهٔ ۴ ه.ق تا دوره صفوی است و در شهرستان شاهین دژ، بخش کشاورز واقع شده و این اثر در تاریخ ۱ فروردین ۱۳۴۷ با شمارهٔ ثبت ۸۲۰ به‌عنوان یکی از آثار ملی ایران به ثبت رسیده است.